# Bartholomäus Kistler
Bartholomäus Kistler (bezeugt 1486 bis 1520; † 1525 oder früher) war ein Straßburger Buchdrucker.
Der Maler aus Speyer erwarb 1486 das Straßburger Bürgerrecht, richtete aber erst ab ca. 1497 eine Buchdruckerei am Grieneck (uff Grüneck), dem Spital gegenüber, ein. Seinen Buchladen am Münster trat er 1509 an Mathis Hupfuff ab. 1517 bis 1520 gehörte er als Mitglied der Zunft zur Stelz dem Straßburger Rat an. 1525 war er bereits verstorben, als Vormund seiner Tochter erscheint Hans Grüninger.
Über 30 Drucke, überwiegend deutschsprachig, druckte Kistler laut ISTC allein bis ca. 1500. Sein berühmtestes Buch ist die deutschsprachige Fassung des Kolumbusbriefs. Unter anderem druckte Kistler wohl 1499 die Schwäbische Chronik des sogenannten Thomas Lirer mit angehängten Ereignisnotizen Straßburger Herkunft. Der jüngste Druck ist der Sigenot, datiert 1510 (VD16 S 6393). Insgesamt lassen sich 52 Drucke von Kistler aus der Zeit zwischen 1497 und 1510 nachweisen.